# Bernache à cou roux
Branta ruficollis
Espèce
Statut CITES
Statut de conservation UICN

 VU A2bcd+3bcd+4bcd : Vulnérable

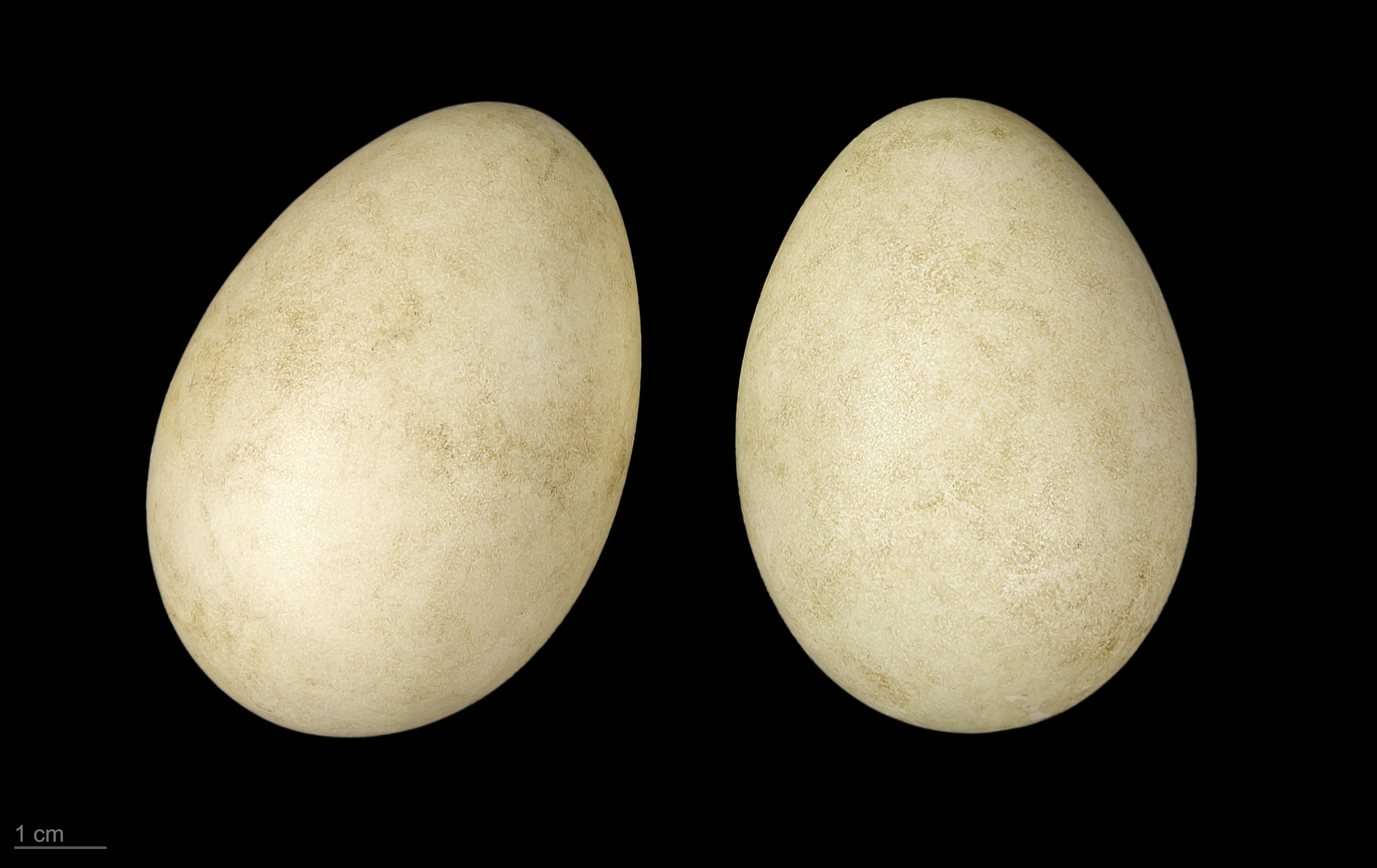
Branta ruficollis.

La Bernache à cou roux, Branta ruficollis, est une espèce d'oiseaux de la famille des Anatidae et de la sous-famille des Anserinae.

## Description
Mesurant environ de 54 cm à 60 cm de longueur pour 110 à 125 cm d'envergure, cette petite oie a un plumage facilement reconnaissable, le corps et le derrière du cou sont noirs tandis que les joues et le cou sont roux avec un liseré blanc.

## Habitat
Elle niche dans la toundra du nord de la Sibérie notamment dans la péninsule de Taïmyr.
Elle hiverne dans les steppes du sud-est de l'Europe (Bulgarie, Roumanie, Ukraine, sud de la Russie) et jusqu'au Kazakhstan.
Une des zones d'accueil de ces bernaches est le lac de Dourankoulak, en Bulgarie, où elles hivernent par milliers, accompagnées d'oies rieuses (Anser albifrons). Elles y sont les plus nombreuses de fin janvier à début février (jusqu'à dix mille et plus). On en observe également à la réserve naturelle d'Orenbourg, en Russie.

## Biologie
Elle niche au mois de juin en petites colonies souvent sur un talus ou une falaise. Le nid est souvent placé près de l'aire d'un faucon pèlerin, d'une buse pattue ou d'une chouette harfang qui assurent la protection contre les renards et les hermines.
Le départ en migration a lieu dès le mois de septembre, l'espèce forme alors de grandes troupes souvent mêlées à celles de l'oie rieuse.
La bernache à cou roux se nourrit surtout en broutant à terre.
Si elles ne sont ni chassées, ni dérangées, elles s'éloignent peu des rives pour aller pâturer (quelques centaines de mètres).
Par grand froid, elles se serrent les unes contre les autres en un groupe qui peut atteindre plusieurs milliers d'individus qui se tiennent chaud, comme le font les manchots de l'Antarctique. Les nuits d'hiver, elles se reposent sur le lac (plusieurs milliers, accompagnées la nuit de milliers d'Oies rieuses. Parfois, les oies rieuses et les bernaches mangent ensemble sur les aires de gagnage.

## Populations

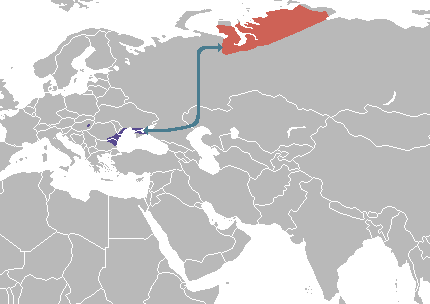

Il s'agit d'une espèce rare dont la population est estimée à 88 000 individus, elle souffre principalement de la chasse excessive sur les aires d'hivernage ainsi que du drainage des zones humides.

## Protection
L'espèce est classée "vulnérable" par l'UICN. Elle est fréquemment chassée et dérangée sur ses sites de fourragement.
La bernache à cou roux bénéficie d'une protection totale sur le territoire français depuis l'arrêté ministériel du 17 avril 1981 relatif aux oiseaux protégés sur l'ensemble du territoire. Il est donc interdit de la détruire, la mutiler, la capturer ou l'enlever, de la perturber intentionnellement ou de la naturaliser, ainsi que de détruire ou enlever les œufs et les nids, et de détruire, altérer ou dégrader son milieu. Qu'elle soit vivante ou morte, il est aussi interdit de la transporter, colporter, de l'utiliser, de la détenir, de la vendre ou de l'acheter.
L'arrêté du 17 avril 81 a été remplacé par celui d'octobre 2009 pour être en conformité avec le règlement européen. Les interdictions ne concernent que les oiseaux sauvages vivants dans le milieu naturel. Les sujets nés et élevés en captivité, identifiés peuvent être cédés librement dans tout l'espace de l'Union Européenne y compris en France.
La bernache à cou roux est désormais une espèce très commune dans les élevages européens où elle s'est très bien adaptée.

## Voix
"Kik-ouik" strident.   

## Galerie

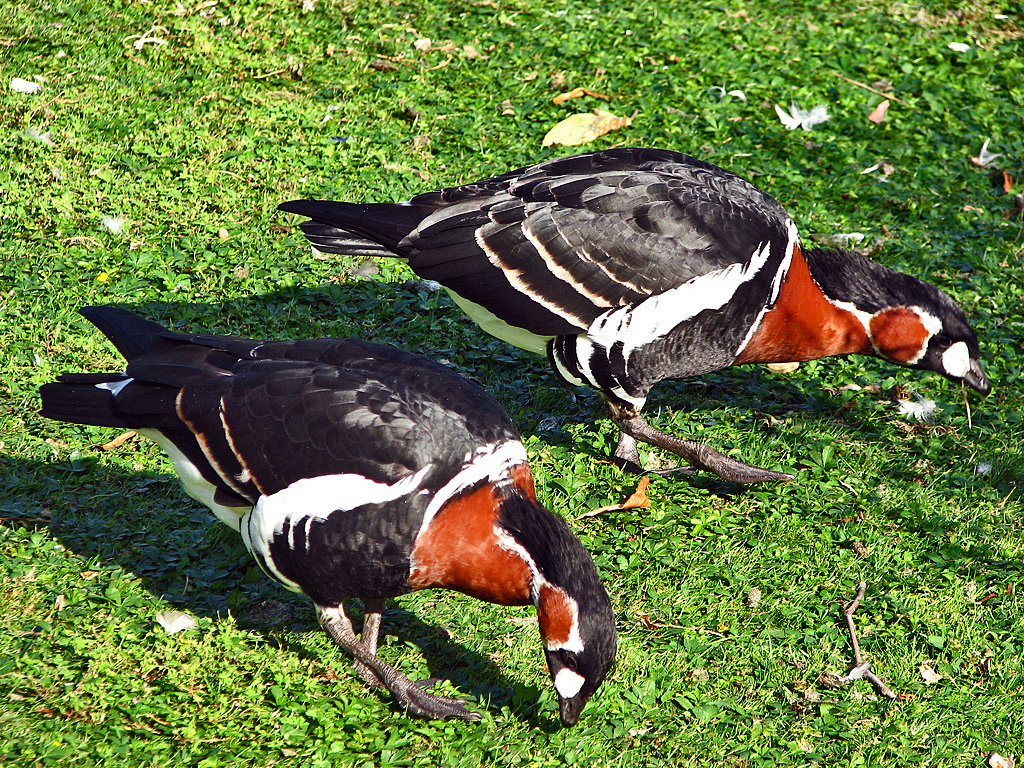
Couple de bernaches à cou roux.
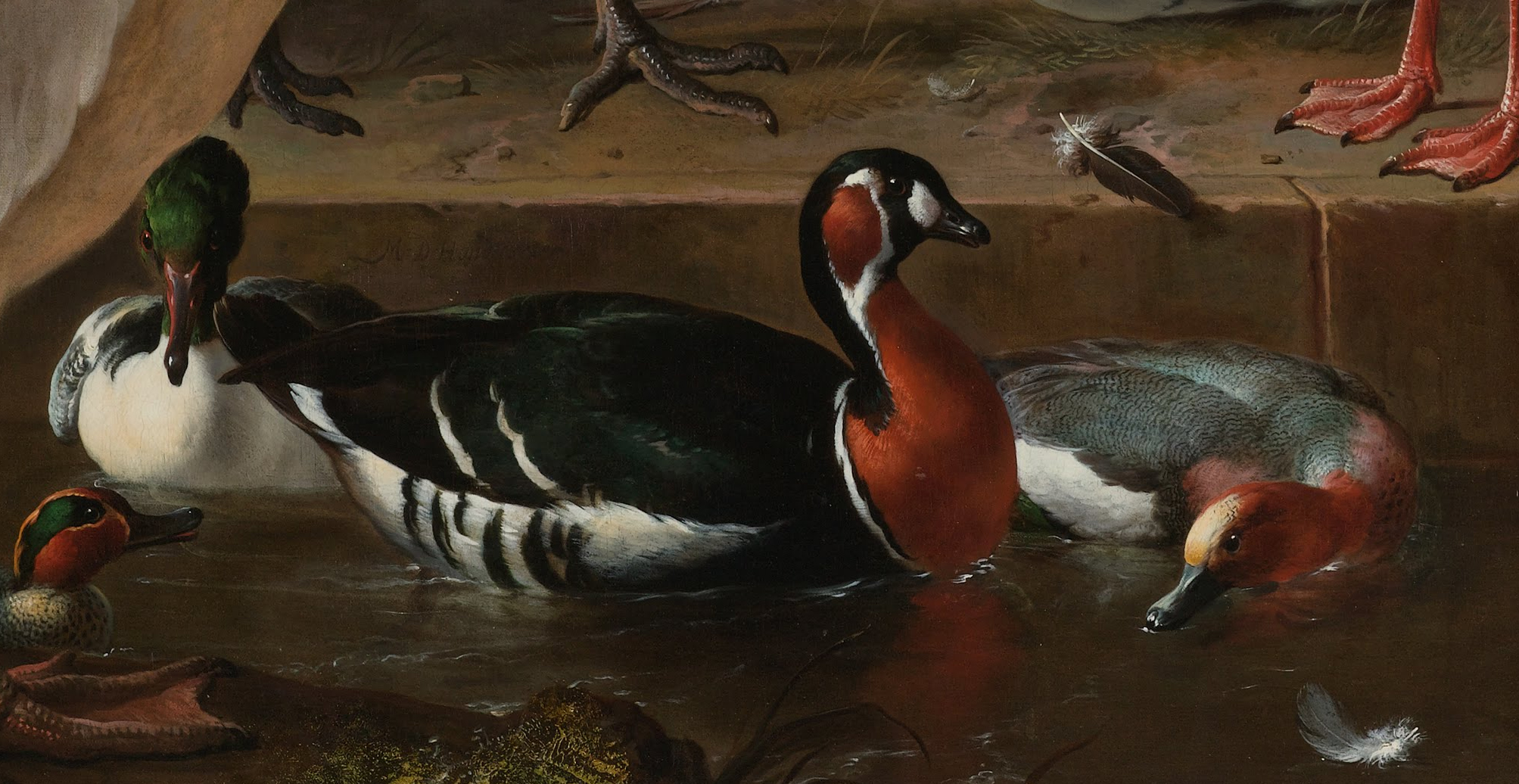
Melchior d'Hondecoeter (1636-1695) détail (bernache à cou roux) de son tableau Un Pélican et autres volailles (1680).
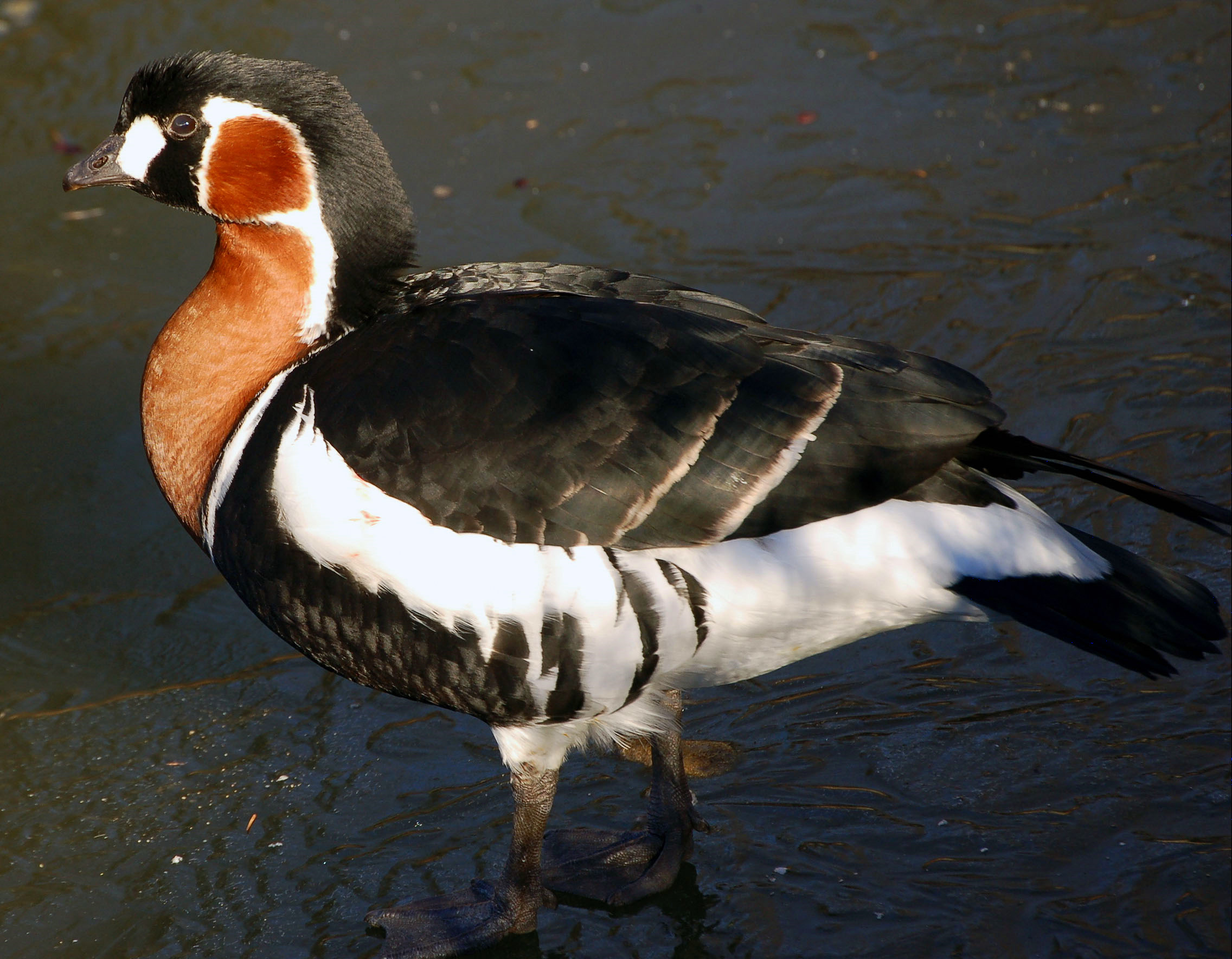
Profil de bernache à cou roux.
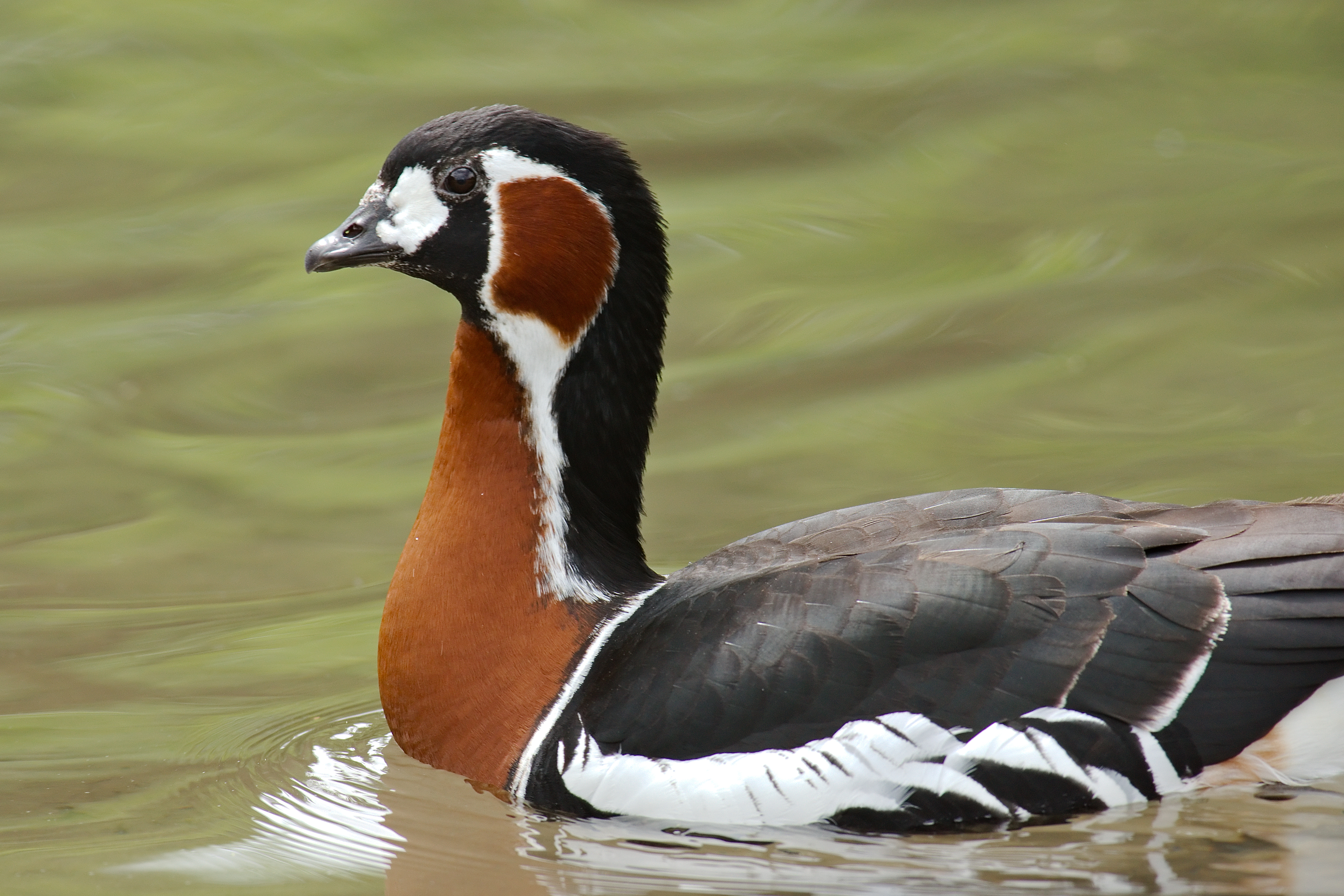

## Utilisation symbolique

Blason du Raïon dolgano-nénètse de Taïmyr.

La bernache à cou roux apparaît sur le blason du Raïon dolgano-nénètse de Taïmyr.